# ماهيان (استر أباد)
ماهیان (بالفارسية: ماهیان) هي قرية تقع في إيران في قسم استر أباد الریفي. يقدر عدد سكانها بـ 25 نسمة .